# Gauliga Wartheland
Gauliga Wartheland byla jedna z mnoha skupin Gauligy, nejvyšší fotbalové soutěže na území Německa v letech 1933 – 1945. Vytvořena byla v roce 1940 na území okupovaného Velkopolska. Vítězové jednotlivých skupin Gauligy postupovali do celostátní soutěže, která trvala necelý měsíc, v níž se kluby utkávaly vyřazovacím způsobem.
Zanikla v roce 1945 po pádu nacistického Německa. Po jeho zániku byly na území Polska zakázány všechny německé sportovní oddíly.

## Nejlepší kluby v historii - podle počtu titulů
Zdroj: 
| Vítězové nejvyšší ligové soutěže |        |                 |
| Klub                             | Tituly | Vítězné ročníky |
| BSG DWM Posen                    | 2      | 1943, 1944      |
| LSV Posen                        | 1      | 1941            |
| SG Ordnungspolizei Litzmannstadt | 1      | 1942            |

## Vítězové jednotlivých ročníků
Zdroj: 
| Gauliga Wartheland (1940 – 1945)                                                                         |                                      |                                 |               |
| Ročník                                                                                                   | Vítěz Gauligy                        | Umístění v německém mistrovství | Německý mistr |
| 1940 – 1941                                                                                              | LSV Posen (1)                        | Předkolo                        | SK Rapid Wien |
| 1941 – 1942                                                                                              | SG Ordnungspolizei Litzmannstadt (1) | Osmifinále                      | FC Schalke 04 |
| 1942 – 1943                                                                                              | BSG DWM Posen (1)                    | 1. kolo                         | Dresdner SC   |
| 1943 – 1944                                                                                              | BSG DWM Posen (2)                    | 1. kolo                         | Dresdner SC   |
| • Gauliga byla v sezóně 1944/45 zrušena, a to kvůli přesunutí bojů druhé světové války na území Německa. |                                      |                                 |               |